# Los hermanos Karamazov (película)
Los hermanos Karamázov es una película de género dramático basada en la novela homónima de Fiódor Dostoyevski. Dirigida por Richard Brooks, el guion escrito por Julius J. Epstein, Philip G. Epstein y el propio Brooks. Con la distribución de la Metro-Goldwyn-Mayer, fue estrenada en febrero de 1958. Los hermanos son interpretados por Yul Brynner, Richard Basehart y William Shatner en su debut cinematográfico. Por su parte, Lee J. Cobb fue uno de los cinco nominados al Óscar como mejor actor de reparto en la 31.ª ceremonia de los Premios Óscar por su papel como Fyodor Karamazov.

## Sinopsis
La película narra el drama de una familia rusa del siglo XIX. Cuenta las consecuencias en las vidas de unos hermanos, que se derivan de tener un padre (Lee J. Cobb), libertino, manipulador y oportunista, sobre sus hijos Dmitri (Yul Brynner), Iván (Richard Basehart) y Alekséi (William Shatner), y Smerdiakov (Albert Salmi), su hermano bastardo humillado y vejado por su padre. Y el juego de poderes que se establece alrededor del dinero y de las mujeres. Cuya consecuencia es el deseo de los hijos de que se produzca la muerte de su progenitor.
Entre los muchos temas de la película destacan el parricidio y el suicidio; la lascivia, la promiscuidad y la ilegitimidad; la embriaguez y el juego; la herencia y la avaricia; la epilepsia; el honor, el amor y los celos; la justicia, el perdón y la redención.

## Argumento
En la Rusia de 1870, Fiódor Karamázov, un hombre de negocios disipado y sin escrúpulos, manipula a tres hijos legítimos: Dimitri, un oficial del ejército; Iván, un escritor; y Alexéi, un monje; así como a un hijo bastardo, Smerdiakov, que vive como sirviente en la casa de Fiódor.
Poco práctico con el dinero, Dimitri gasta en bebida, fiestas y mujeres todo el dinero que puede arrancarle a su padre de una herencia que le dejó su madre. Antes de darle dinero a Dimitri, Fiódor lo obliga a firmar un pagaré. Alexéi le entrega a Dimitri una parte de la cantidad que le ha pedido a Fiódor, y Dimitri procede a beber y a destrozar una taberna en una pelea.
Además de la irresponsabilidad financiera, Dimitri tiene un sentido idiosincrásico de la galantería. La desesperada hija de un comandante militar, Katya, ha accedido a intercambiar favores sexuales por cinco mil rublos para reemplazar la cantidad robada a su padre. Cuando Katya se presenta para cumplir el trato, Dimitri le propone sardónicamente matrimonio, pero Katya se niega, diciendo que sería una degradación mayor. Dimitri le da a Katya el dinero sin obligarla a ningún trato y la despide.
Después de que Dimitri es arrestado por la pelea de taberna, Katya lo visita en una prisión militar para agradecerle su decisión. Cuando Dimitri afirma que siempre tuvo la intención de darle el dinero, Katya le declara su admiración y toma el mando. Su abuela le ha dado una generosa dote y Katya ahora acepta su propuesta anterior, que era medio seria. Sin entusiasmo, Dimitri acepta su compromiso. Katya luego tiene la intención de saldar sus deudas con Fiódor, pero Dimitri se niega. Ella lo saca de la prisión.
Fiódor presiona a Dimitri para que pague sus deudas, y Dimitri abandona la ciudad durante varios meses. Cuando Katya le pide a Ivan detalles de la juventud de Dimitri, Ivan se siente atraído por ella. Durante la ausencia de Dimitri, Ivan visita a Katya a diario, mientras que Fiódor se fija en Grushenka, la joven, bella y astuta dueña de la taberna.
Fiódor y Grushenka planean estafar a Dimitri y quedarse con su herencia. Para ganarse la estima de Grushenka, Fiódor le ha dado las notas de Dimitri para que las cobre ella misma. Grushenka rechaza las insinuaciones de Fiódor, pero hace que el excapitán del ejército Snegiryov, un empleado, compre todas las deudas de Dimitri a un precio reducido y exija el reembolso. Incapaz de pagar, Dimitri irá a la cárcel por deudores, y Fiódor podrá quedarse con la herencia de Dimitri legalmente. Dimitri se enfrenta a Snegiryov en la calle, humillando al hombre manso delante de su hijo pequeño, Illusha. Katya se ofrece de nuevo a pagar las deudas de Dimitri, pero Dimitri se niega. Luego Katya le pide a Dimitri que envíe por correo una carta con tres mil rublos a su padre, sabiendo que Dimitri se quedará con el dinero.
Dimitri se enfrenta a Grushenka, pero los dos se sienten muy atraídos y gastan el dinero de Katya en una borrachera. Grushenka perdona a Dimitri sus deudas cuando éste decide no casarse con Katya. Dimitri le pide a Alexéi que hable con Katya para romper su compromiso. Dimitri y Grushenka inician una apasionada relación, pero la obsesión de Dimitri se convierte cada vez más en celos corrosivos y posesivos.
Smerdyakov admira mucho a Ivan, el intelectual, y en la conversación ambos coinciden en que si Dios no existe, todo comportamiento es permisible. Dimitri irrumpe en la casa, buscando a Grushenka, de quien sospecha que está viendo a su padre. Cuando Fiódor se burla de él, Dimitri ataca a su padre, amenazándolo con matarlo si ve a Grushenka.
Alexéi va a ver a Katya para cumplir con el encargo de Dimitri. Encuentra a Grushenka con Katya, quien le asegura a Alexéi que Grushenka está cansada de los celos de Dimitri y quiere volver con un oficial polaco. Enfadada por la presunción de Katya, Grushenka insiste en que no ha prometido dejar a Dimitri y se va. Iván llega para informar a Katya que se va a Moscú. Cuando Katya lo insta a quedarse, Iván se burla de ella por utilizarlo mientras ella está enamorada de un indiferente Dimitri.
Dimitri se da cuenta de que debe asumir la responsabilidad de sus acciones. Empeñando sus pistolas, Dmitry le pide a Alexéi que le dé el dinero a Snegiryov como disculpa por su insulto. Mientras Dimitri cobra las deudas que le deben sus colegas del ejército, Alexéi le lleva el dinero a Snegiryov. Avergonzada por el insulto, Illusha convence a su padre de no aceptar la disculpa ni el dinero.
Smerdyakov se jacta ante Iván de que está planeando organizar un enfrentamiento entre Fiódor y Dimitri y cree que Dimitri matará a su padre. Después de que Iván se va a Moscú, Smerdyakov pone en marcha su plan y organiza un encuentro entre Grushenka y el oficial polaco. Cuando Dimitri descubre que Grushenka se ha ido, va a casa de Fiódor, pero Dimitri no puede atacar a su padre, ni siquiera cuando Fiódor lo ataca.
Al enfrentarse a Grushenka y al oficial polaco, Dimitri descubre que el oficial ha estado jugando toda la noche y Grushenka, descuidada, se da cuenta de que solo la quiere por su dinero. Grushenka se disculpa con Dimitri y se reconcilia con él.
Llega la policía y Dimitri se sorprende al enterarse de que Fiódor ha sido asesinado. En su juicio, Dimitri se declara culpable de una vida de libertinaje y deudas, pero inocente del asesinato de Fiódor. El fiscal revela que le robaron tres mil rublos a Fiódor la noche de su asesinato. Katya testifica que Dimitri le había quitado la misma cantidad, pero insiste en que no quería que se lo devolviera. Después, Ivan le dice a Katya que es casi cierto que Dimitri sea declarado culpable, pero que tiene un plan para sacarlo de Rusia de contrabando.
En casa, Ivan se enfrenta a Smerdyakov, vestido en la ropa de Fiódor y bebiendo su licor. Smerdyakov confiesa haber asesinado a Fiódor y haber robado tres mil rublos para implicar a Dimitri, pero insiste en que Ivan fue cómplice cuando se fue sabiendo el complot de Smerdyakov. Ivan se va a la policía. Más tarde esa noche, Alexéi y Grushenka descubren que Smerdyakov se ha ahorcado.
En el juicio, Ivan testifica sobre la confesión de Smerdyakov y su propia implicación. Una vengativa Katya muestra una carta de Dimitri en la que afirma que le devolverá el dinero incluso si tiene que matar a Fiódor para conseguirlo. Dimitri es declarado culpable. Al día siguiente, Katya observa el tren que transporta a los prisioneros al campo de prisioneros, decepcionada porque Dimitri no está entre ellos. Ivan y Alexéi han organizado la salida de Dimitri y Grushenka de Rusia.

## Comentarios
También conocida como El asesino de Dmitri Karamázov.